# كريل رأس الرجاء
ايفوزي رأس الرجاء أو كريل رأس الرجاء (الاسم العلمي: Nyctiphanes capensis) هو نوع من الحيوانات البحرية يتبع جنس ايفوزي ليلي من فصيلة الايفوزية.